# Tó
Tó é uma povoação portuguesa sede da Freguesia de Tó do Município de Mogadouro, freguesia com 23,66 km² de área e 136 habitantes (censo de 2021), tendo, por isso, uma densidade populacional de 5,7 hab./km².

## Geografia
A freguesia de Tó faz fronteira: a norte com Sanhoane; a oeste com Penas Róias e Vila de Ala; a sul com Ventozelo e Peredo da Bemposta; e a este com Bemposta e Brunhosinho.

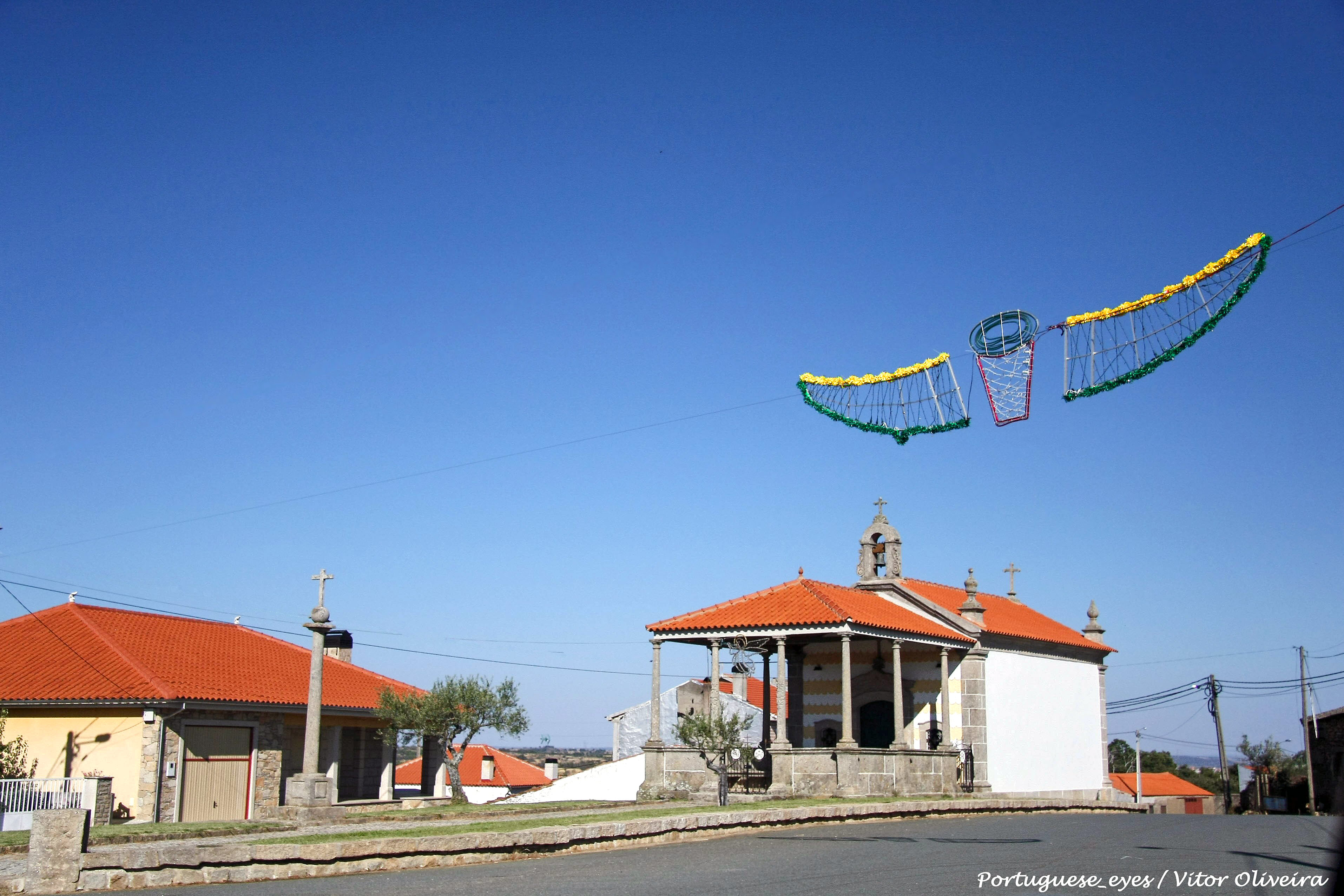
Igreja de Santo Cristo

O planalto Mirandês engloba parte norte e centro da freguesia, onde a altitude não varia muito, ao contrário do sul, onde as variações de altitude são grandes.

## Demografia
A população registada nos censos foi:
| Ano  | 0-14 Anos | 15-24 Anos | 25-64 Anos | > 65 Anos |
| 2001 | 20        | 18         | 102        | 69        |
| 2011 | 13        | 15         | 79         | 47        |
| 2021 | 5         | 7          | 68         | 56        |

## Economia
A produção de cereais e a produção de gado bovino da Raça Mirandesa são as principais atividades económicas da freguesia. Com a enorme produção de cereais, foi construída a Moagem de Tó, que vende os produtos, derivados dos cereais, como a farinha.
Está ainda situada a Central Energética da REN a norte, e vai ser construída uma Central Fotovoltaica, também a norte.[carece de fontes?]

## Património
- Igreja Matriz, datada do século XVI, apresenta uma torre sineira de dois andares,
- "Casa Grande", abrasonada
- Capelas de S. Pedro
- Capela de Santo Cristo

## Festividades
- Santo Menino ou Festa dos Rapazes (1º dia do ano)
- Santa Maria Madalena (22 de Julho)
- Santa Bárbara (14 e 15 de Agosto)
- S. Cosme e S. Damião (27 de Setembro).